# 沈文程的音樂世界
《沈文程的音樂世界》是沈文程睽違二年的創作專輯，也是沈文程在大信唱片發行的第一張專輯。

## 過程
1999年沈文程奪得金曲獎「最佳方言男演唱人獎」之後，就自組音樂工作室，同時成立雲豹音樂。後來沈文程加入大信唱片，這時沈文程開始去錄製專輯，其中還重新錄製以前發表的創作單曲，並且找自己的旗下歌手蔡惠羽來對唱《愛你是唯一的夢》；沈文程找廖友明一起擔任這張專輯的製作人，並且把要錄製的歌曲交給趙伯一個人來完成編曲。其中《冷冷的心上人》和《漂泊》這二首歌完成之後是由金新文藝部重新整理音樂母帶，而且《冷冷的心上人》被選為沈文程主持的八大第一台節目《大冒險家》主題曲。最後在2000年11月8日，沈文程發行了這一張創作專輯。

## 專輯曲目
1. 音樂世界
2. 愛你是唯一的夢
3. 愛情花
4. 冷冷的心上人
5. 漂泊
6. 午夜歌手
7. 無情的風無情的你
8. 等待與期待
9. 流浪的吉他
10. 花